# Diostrombus gowdeyi
Diostrombus gowdeyi är en insektsart som beskrevs av William Lucas Distant 1914. Diostrombus gowdeyi ingår i släktet Diostrombus och familjen Derbidae. Inga underarter finns listade i Catalogue of Life.